# 親川優志
親川 優志（おやかわ ゆうじ、1989年3月26日 - ）は、沖縄県出身の俳優。手力プロダクション所属。

## 人物
別名はガイモン。
身長158cm。
趣味はアニメ鑑賞、カラオケ。特技はものまね、Y字バランス。

## 出演作品

### テレビドラマ
- 琉神マブヤー（2008年、琉球放送） - ビーチの若者
- ドラマ10 / 下流の宴（2011年、NHK）
- 私が恋愛できない理由（2011年、フジテレビ）
- 仮面ライダーシリーズ（テレビ朝日）
  - 仮面ライダーフォーゼ 第23、24話（2012年） - 母部田太朗[2]
  - 仮面ライダーエグゼイド 第24話（2017年） - シシド[3]
  - 仮面ライダーゼロワン 第23、24話（2020年） - 二階堂輝男[4]
- ドラマNEO / 放課後はミステリーとともに（2012年、TBS）
- SPEC〜零〜（2013年、TBS）
- 烈車戦隊トッキュウジャー 第5駅（2014年、テレビ朝日） - 梅田
- 恋の合宿免許っ! 第1、2話（2014年、カンテレ） - 宮古自動車学校職員
- 火曜ドラマ / ダメな私に恋してください 第5話（2016年、TBS）

### 映画
- ヒロミくん! 全国総番長への道（2010年）
- ヴァージン「ゴージャス・プリンセス!」（2012年、渋谷プロダクション）
- 仮面ライダーシリーズ（東映）
  - 仮面ライダーフォーゼ THE MOVIE みんなで宇宙キターッ!（2012年） - 母部田太朗
  - 仮面ライダー 令和 ザ・ファースト・ジェネレーション（2019年） - ミニミニ重装備
- Z 〜ゼット〜 果てなき希望（2014年、エスピーオー）
- スキマスキ（2015年、AMGエンタテインメント）
- すんドめ（2015年、日本出版販売）

### オリジナルビデオ
- いけない!ルナ先生 吼えろ! 嵐のおっぱいバレー!（2014年、エスピーオー） - 土々松

### 配信ドラマ
- でぶせん（2016年、Hulu）